# Manette
Une manette est un dispositif qui permet l'entraînement manuel d'un mécanisme, de contacts électriques, de potentiomètres, de capteurs. Elle a souvent la forme d'une poignée allongée, en métal ou en plastique rigide. En tant que levier, elle diminue l'effort à fournir. Cette forme est appréciée pour sa précision. Une assistance électrique ou hydraulique associée à cette commande peut fournir des efforts très importants.
Une simple poignée à tirer permet de transmettre une action à distance à moindres frais. Une tirette rendra à peu près le même service.
Les manettes modernes peuvent être complétées de boutons et d'inverseurs. 

On en trouve par exemple sur une bicyclette (manette de frein ou de dérailleur), une motocyclette (manette de démarrage à froid) ou comme manette de débrayage, commande d'un verrou de capot, d'une vanne, d'un clapet, etc. 

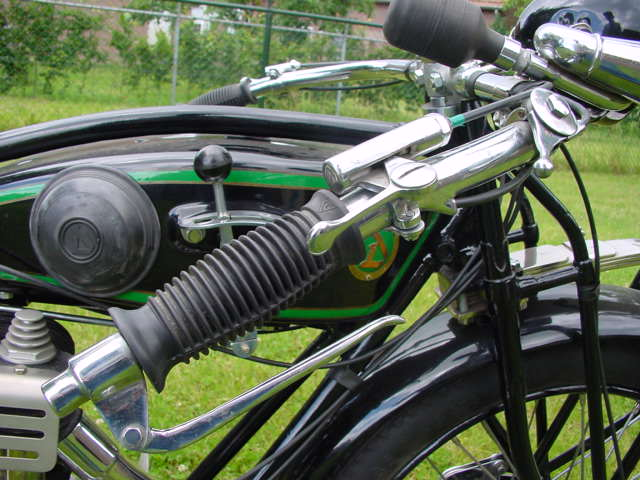
Manette de motocyclette.

## Manette de jeu
Les manettes de jeux de type joystick peuvent éventuellement tourner sur leur axe, ce qui ajoute une commande aux classiques mouvements d'inclinaison.

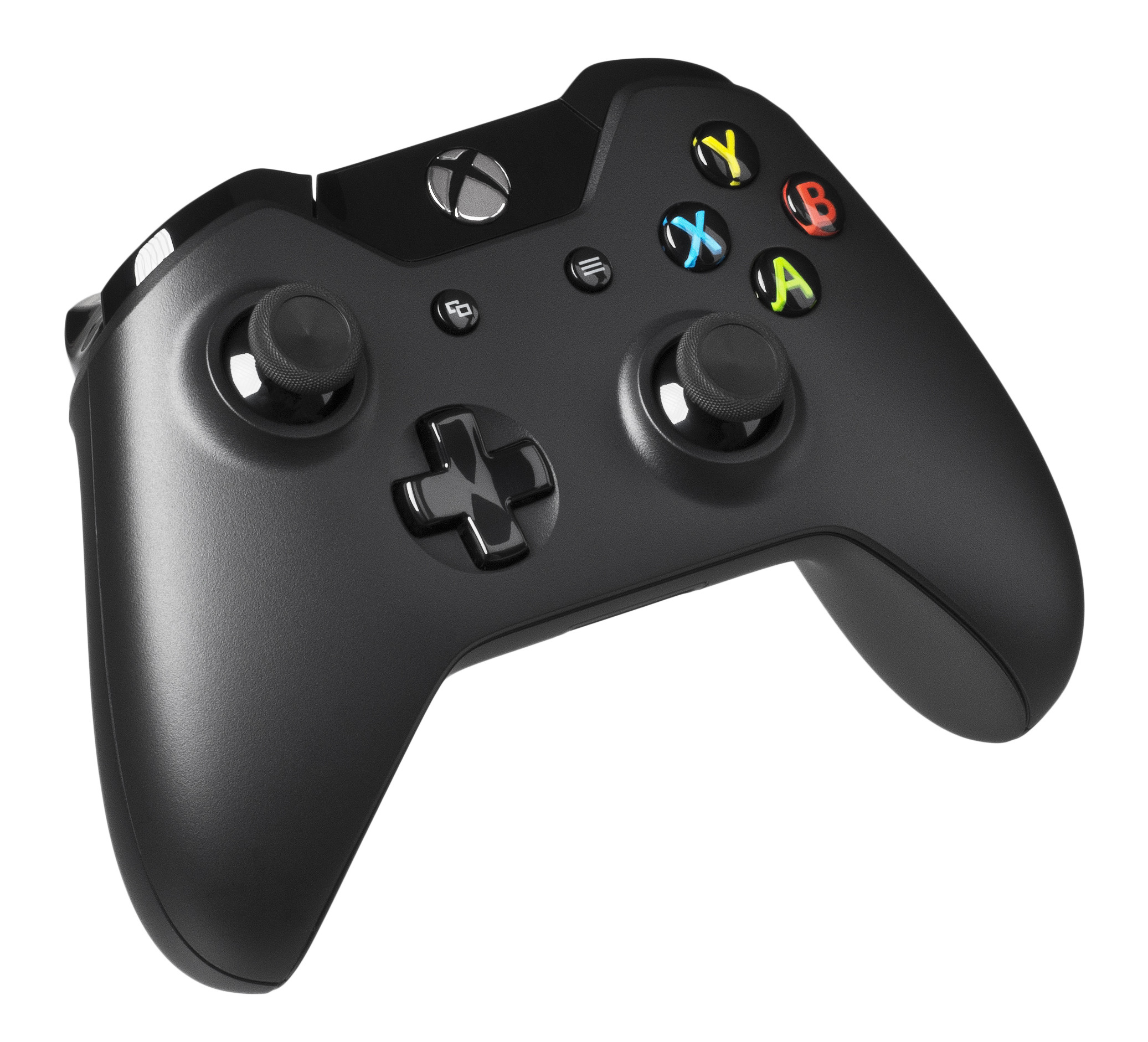
Une manette de jeu d'une Xbox utilisée sur les dernières générations de consoles depuis la version One.
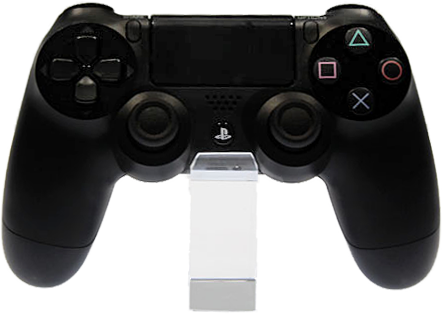
Une manette DualShock 4 utilisée sur la console de jeu PlayStation.
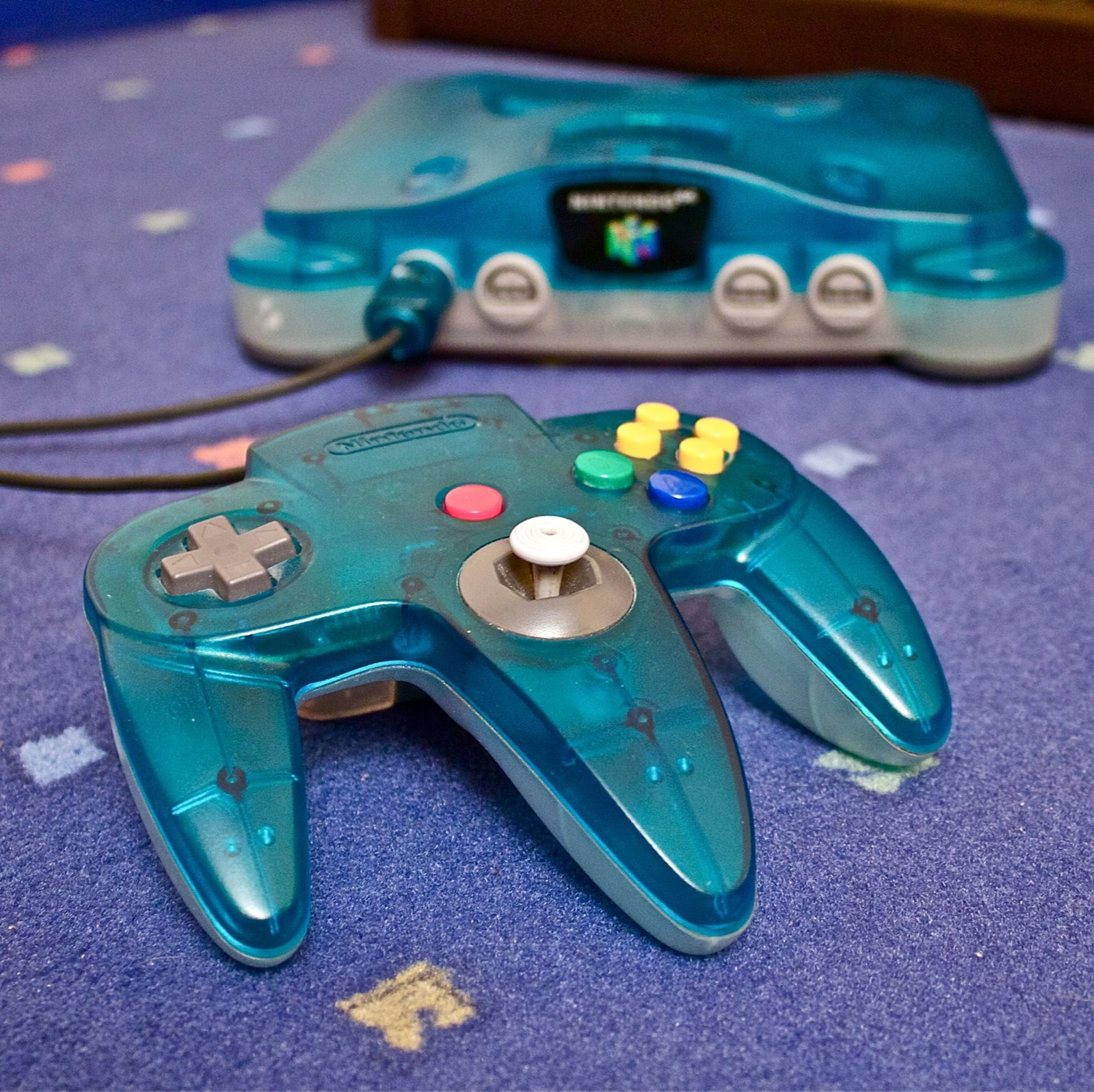
Manette de jeu d'une Nintendo 64.
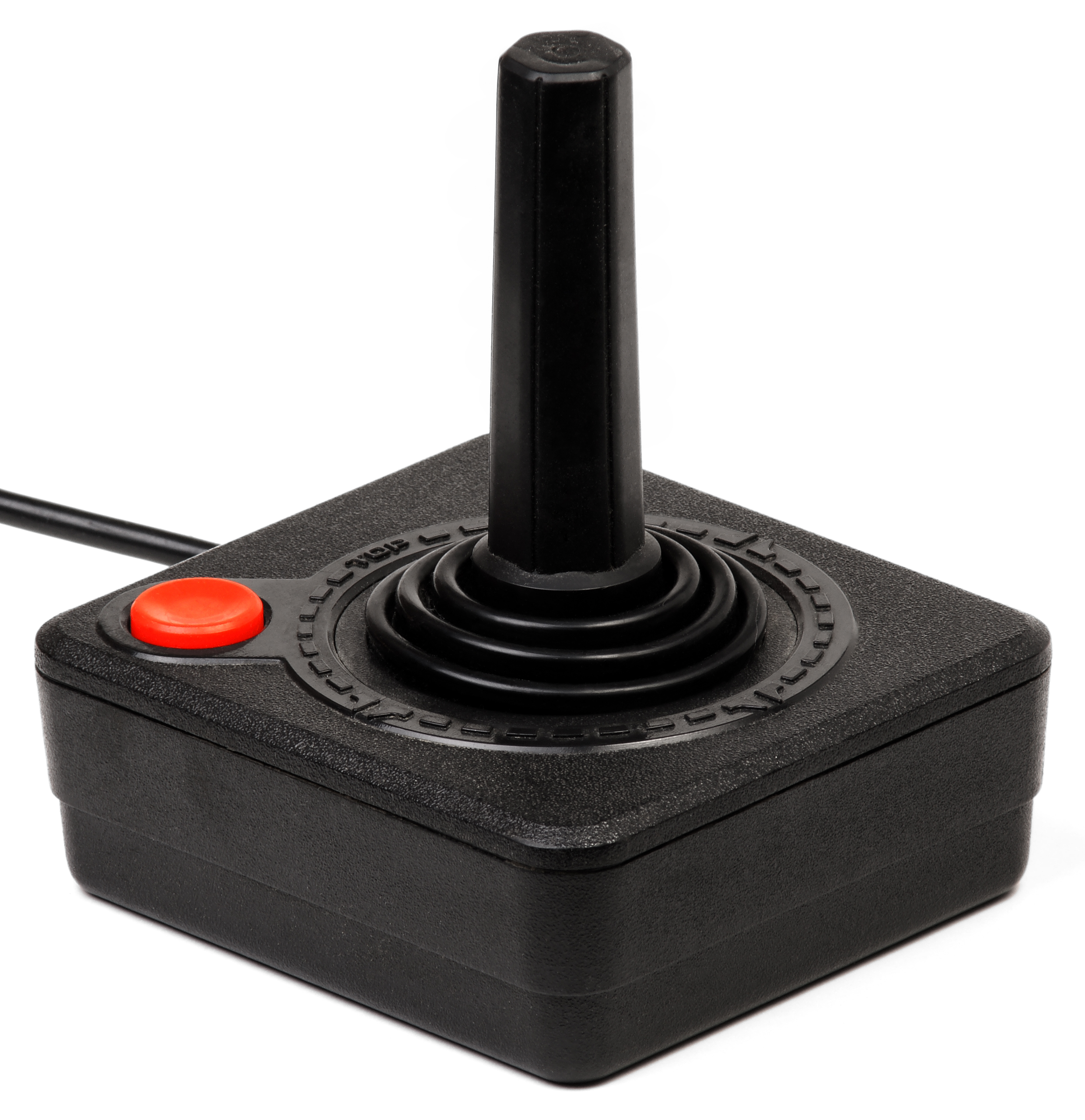
Manette de type Joystick utilisée sur la console de salon Atari 2600.
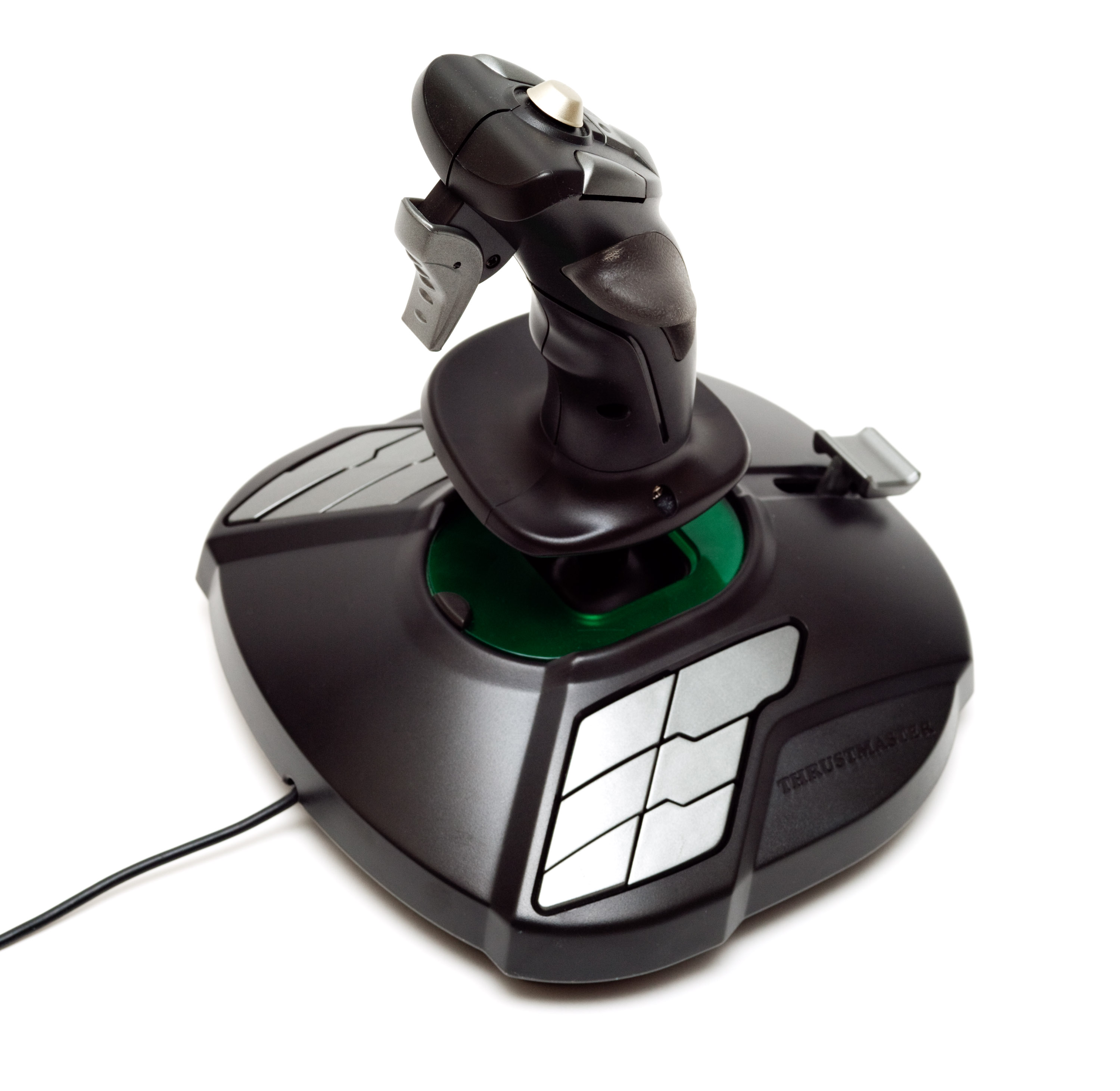
Joystick Thrustmaster T16000 utilisé pour les jeux de simulation de vol ou spatial.

## Manette des gaz
Article détaillé : Manette des gaz
Sur un avion, le pilote utilise une manette des gaz pour régler la puissance de chaque moteur. Elle fait partie avec le manche à balai (ou le mini-manche) des commandes de vol principales de l'avion. Quand elle est gérée par les calculateurs de bord, on parle d'automanette.

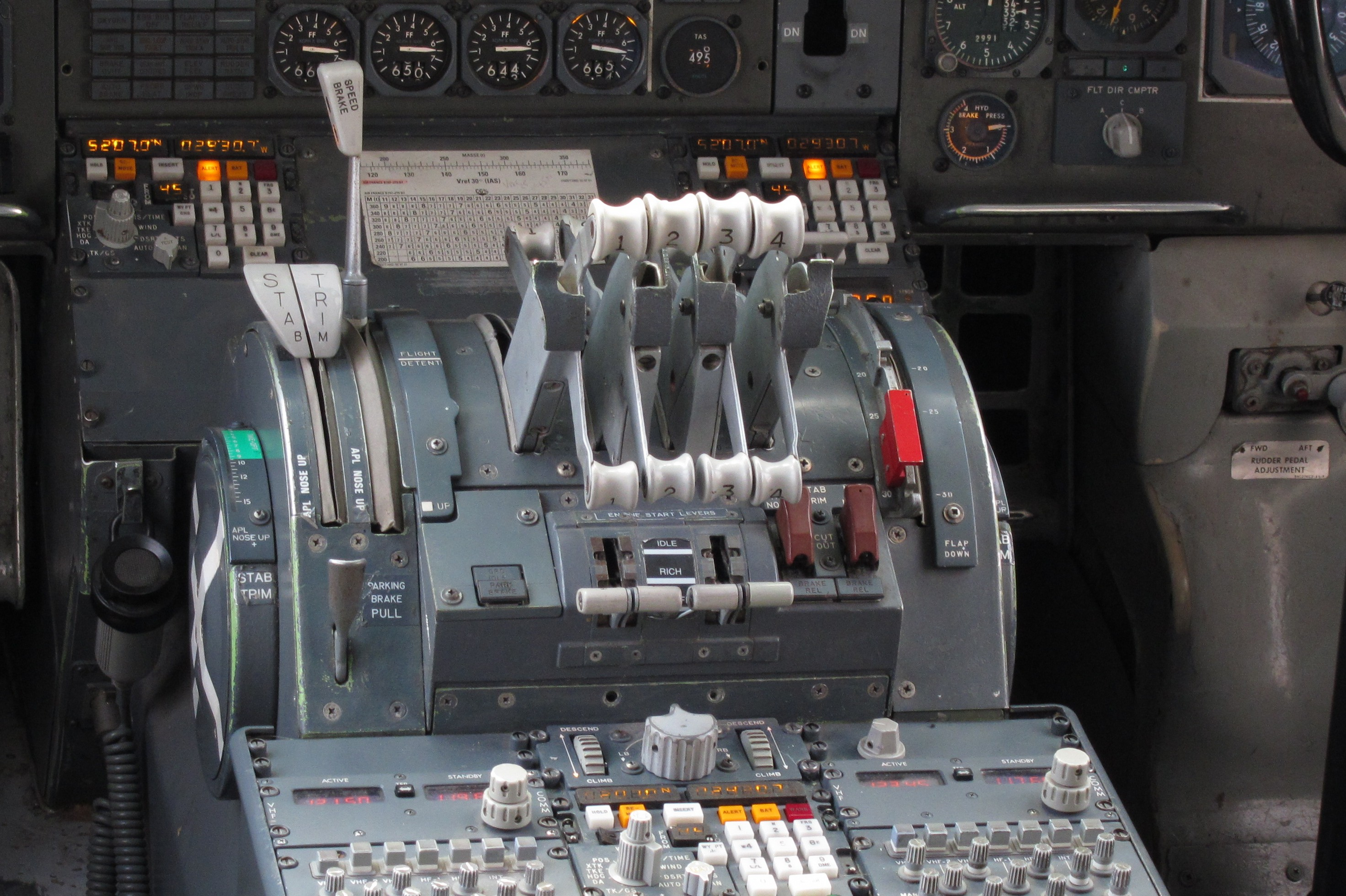
Manettes de poussée d'un B747-100.
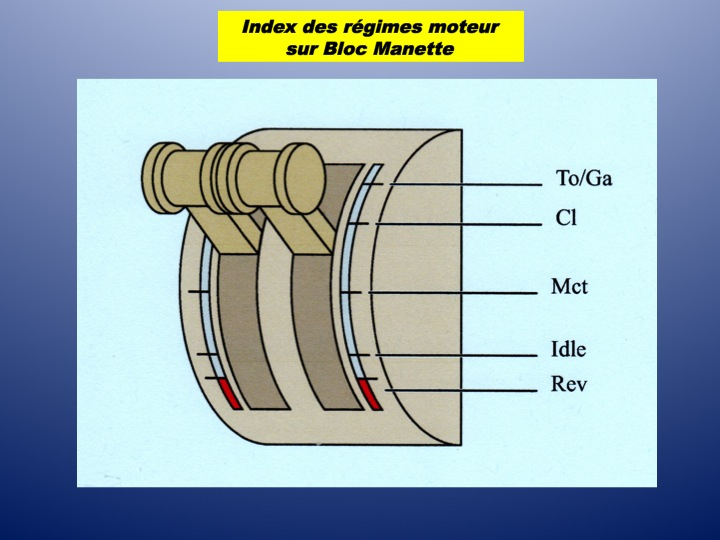
Manette de commande.
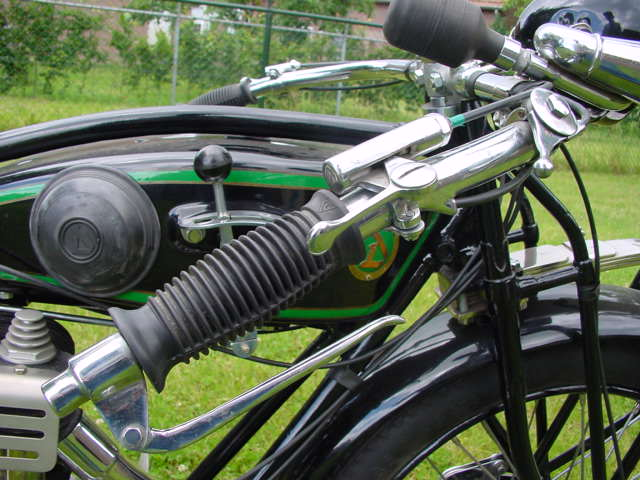
Manette de motocyclette.
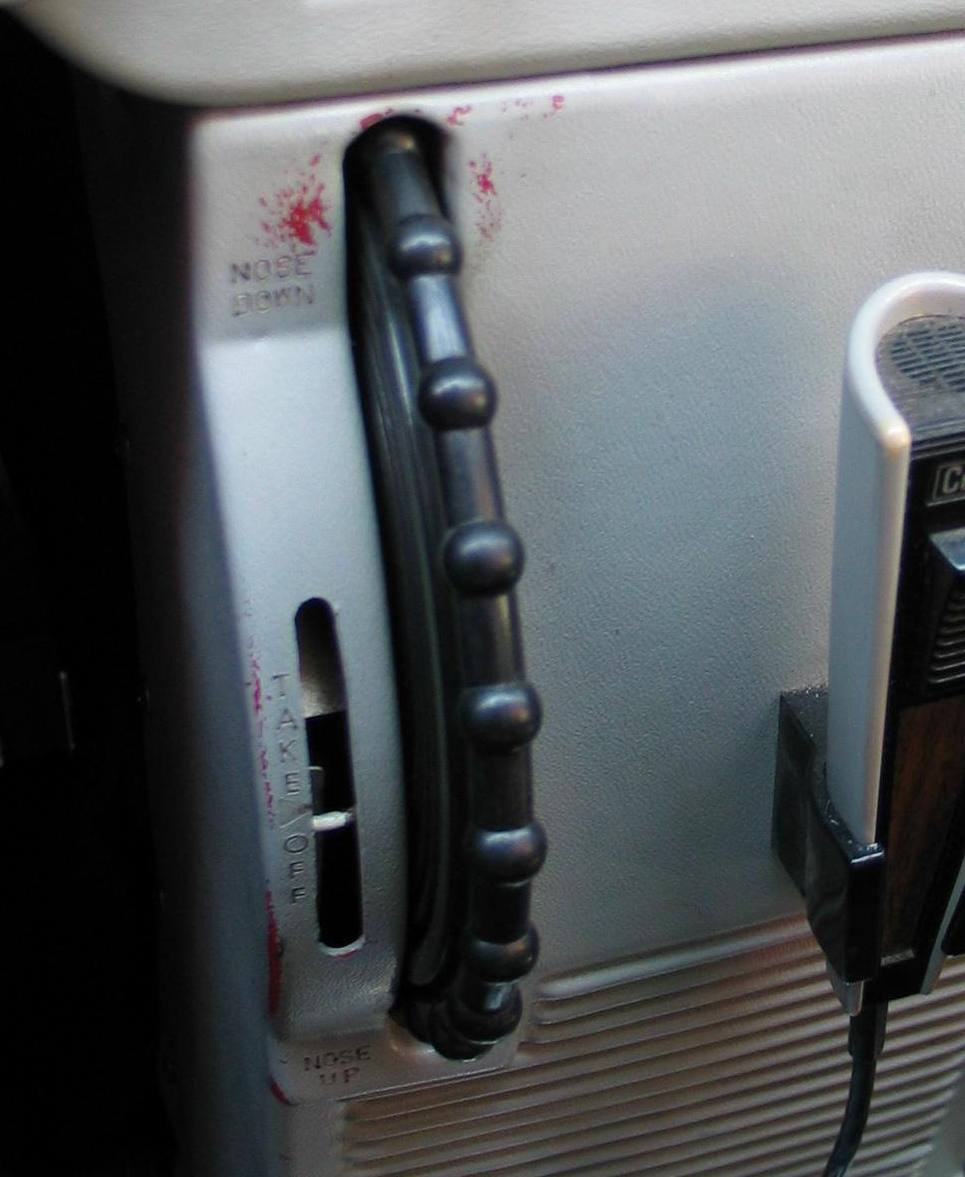
Manette de compensation de profondeur d'un avion Cessna 172.